# Itaca (brano musicale)
Itaca è una canzone di Lucio Dalla pubblicata nel 1971 nell'album Storie di casa mia e nel 45 giri La casa in riva al mare/Itaca.
La canzone rievoca l'Odissea di Omero dal punto di vista dei semplici marinai. Secondo il New York Times, "questo tipo di populismo romantico collega Dalla al movimento latinoamericano Nueva canción, mentre la sua musica assimila influenze dalla bossa nova e tropicália brasiliane, nonché dalle musiche popolari europee e nordamericane.

## Testo e significato
(Lucio Dalla)
(Cantami, o diva Maurizio Stefanini e Marco Zoppas Il Foglio)
L'io narrante è un rematore della nave che si rivolge al capitano e si lamenta della sua condizione, paragonata alla sua posizione sociale. Il ritornello ripete che lui vorrebbe tornare ad Itaca dove c'è la sua casa. Tuttavia alla fine ammette di avere interesse all'avventura: 
mi dà sempre un gusto strano...

Se ci fosse ancora mondo 

sono pronto, dove andiamo?»
(Lucio Dalla - Itaca)
Una forte connotazione del brano è determinata da una sorta di coro popolare, costituito dai dipendenti della casa discografica RCA Italiana, radunati per l'occasione in sala di incisione, che battendo le mani scandivano il ritornello: Itaca Itaca Itaca/ la mia casa ce l’ho solo là,/ Itaca Itaca Itaca/ a casa io voglio tornare/ dal mare dal mare dal mare. In quella maniera il coro rappresentava, in modo eloquente, la folla dei poveri cristi che sono poi quelli che portano il peso delle ambizioni dei grandi uomini.
Il titolo del brano è anche un gioco di parole: "It a cà?" in dialetto bolognese significa: "Sei a casa?"
Nel 1997 il testo della canzone è stato tradotto in greco moderno dal cantautore Dionysis Savvopoulos contenuta nell'album Το ξενοδοχείο (L'albergo) con il titolo Ιθάκη.